# Urbain Le Verrier
Urbain Jean Joseph Le Verrier, född 11 mars 1811 i Saint-Lô, död 23 september 1877 i Paris, var en fransk astronom.

## Biografi
Le Verrier blev efter avslutade studier vid École polytechnique ingenjör och kemist vid tobaksförvaltningen, men övergav snart den kemiska vetenskapen och ägnade sig med iver och framgång åt astronomi. Han var en tid lärare vid Collège Stanislas i Paris och repetent vid École polytechnique, utnämndes 1846 till professor i celest mekanik vid Faculté des sciences och efterträdde 1854 François Arago som Parisobservatoriets direktör (med undantag av åren 1870–1872). Le Verrier var även senator (1852–1870), medlem av Conseil supérieur de l'instruction publique och astronome adjoint vid Bureau des Longitudes. Le Verrier blev 1846 medlem av Franska vetenskapsakademin och invaldes 1855 som ledamot av Kungliga Vetenskapsakademien. Han tilldelades Copleymedaljen 1846 och Royal Astronomical Societys guldmedalj 1848. Hans namn tillhör de 72 som är ingraverade på Eiffeltornet.
Le Verrier var en av 1800-talets mest framstående astronomer. Hans betydelse för astronomin kan sägas ligga i att han blev Laplaces efterföljare och fullföljare av hans arbeten inom den teoretiska astronomin. Från grunden av dennes Mécanique céleste och med användning av nyare iakttagelser byggde han upp en teori för planetsystemet och härledde de under senare hälften av 1800-talet allmänt använda och ganska noggranna tabellerna för de stora planeterna, vilka dock senare ersattes av andra tabeller. Detta ofantliga arbete inleddes 1839 genom hans avhandling om de sekulära förändringarna av sju planeters banelement. Särskilt blev Le Verriers studier av oregelbundenheterna i Uranus rörelse epokgörande för astronomin, i det han ur dessa oregelbundenheter på teoretisk väg lyckades bestämma banan av en dittills okänd planet (Neptunus), genom vars störande inflytande på Uranus den senares oregelbundna rörelse ansågs uppkomma. I likhet med engelsmannen John Couch Adams, hans medtävlare om denna upptäckt, fullföljde han därvid en tanke, som långt förut blivit framkastad av Alexis Bouvard. 

## Eftermäle
Nedslagskratrarna Le Verrier på månen och Le Verrier på planeten Mars är uppkallade efter honom. Även asteroiden 1997 Leverrier är uppkallad efter honom.